# Байборю
Байборю́ (укр. Байборю, крымскотат. Bay Börü, Бай Борю) — исчезнувшее село в Красногвардейском районе Республики Крым, располагавшееся в северной части района, в степном Крыму, примерно в полукилометре на юго-восток от современного села Клепинино.

## История
Первое документальное упоминание села встречается в Камеральном Описании Крыма… 1784 года, судя по которому, в последний период Крымского ханства Бай Бере входил в Ташлы Шейхели Бешпаресы кадылык Акмечетского каймаканства. После присоединения Крыма к России (8) 19 апреля 1783 года, (8) 19 февраля 1784 года, именным указом Екатерины II сенату, на территории бывшего Крымского Ханства была образована Таврическая область и деревня была приписана к Перекопскому уезду. После Павловских реформ, с 1796 по 1802 год, входила в Акмечетский уезд Новороссийской губернии. По новому административному делению, после создания 8 (20) октября 1802 года Таврической губернии, Байборю был включён в состав Кокчора-Киятской волости Перекопского уезда.
По Ведомости о всех селениях в Перекопском уезде состоящих с показанием в которой волости сколько числом дворов и душ… от 21 октября 1805 года в деревне Байбурю числилось 4 двора, 69 крымских татар и 2 ясыров. На военно-топографической карте генерал-майора Мухина 1817 года деревня Байбуру обозначена с 8 дворами. После реформы волостного деления 1829 года Байбурда, согласно «Ведомости о казённых волостях Таврической губернии 1829 года», остался в составе Кокчоракиятской волости. На карте 1836 года в деревне 5 дворов, а на карте 1842 года Байбурю обозначен условным знаком «малая деревня», то есть, менее 5 дворов.
В 1860-х годах, после земской реформы Александра II, деревню включили в состав Айбарской волости. Согласно «Памятной книжке Таврической губернии за 1867 год», деревня Байборю была покинута жителями в 1860—1864 годах, в результате эмиграции крымских татар, особенно массовой после Крымской войны 1853—1856 годов, в Турцию и оставалась в развалинах. По обследованиям профессора А. Н. Козловского начала 1860-х годов, вода в колодцах деревни была пресная, а их глубина составляла 10—15 саженей (21—32 м). Селение уже не записано в «Списке населённых мест Таврической губернии по сведениям 1864 года», хотя ещё обозначено на трёхверстовой карте Шуберта 1865 года, но его уже нет на карте с корректурой 1876 года и в дальнейшем в доступных источниках не встречается.